# Lala Satalin Deviluke
Lala Satalin Deviluke (ララ・サタリン・デビルーク Rara Satarin Debirūku?) es un personaje ficticio del manga y anime To Love-Ru (y de su spin-off To Love-Ru Darkness), creado por Hasemi Saki y Kentaro Yabuki. 
Lala es la protagonista de esta serie. Ella es una alienígena híbrida, princesa del planeta Deviluke, hija de Gid Lucione Deviluke y de Sephie Michaela Deviluke. Es la hermana mayor de las gemelas Nana Astar Deviluke y Momo Belia Deviluke. 

## Apariencia
Lala es una adolescente de cabello largo color rosa chicle y ojos verdes esmeralda. Su figura se describe con frecuencia como "perfecta". 
Su característica más distintiva es un traje blanco con detalles azules y una cola delgada que termina en una punta en forma de corazón. 
Al inicio de la serie, suele vestir un traje robótico creado por ella misma. A diferencia de sus hermanas, no tiene alas demoníacas.[cita requerida]

## Personalidad
Lala es entusiasta, incluso con las cosas más pequeñas. Tiene un carácter alegre, feliz y algo infantil. Destaca por su intelecto e ingenio que demuestra con su impresionante variedad de invenciones y armas. 
Es cariñosa y generosa, contagiando su alegría a los demás. Sin embargo, es bastante ingenua respecto a la cultura de la Tierra, lo que la lleva a cometer errores peligrosos.
Pese a su actitud despreocupada, Lala demuestra una notable madurez emocional en momentos importantes. Por ejemplo, en el incidente "Trouble Quest" (OVA 4), sus hermanas intentan obligar a Rito a confesar sus sentimientos hacia ella y, al notar su incomodidad, les pide que se detengan. 
Además, es compasiva con otros personajes. Por ejemplo, cuando Haruna le confiesa estar también enamorada de Rito, Lala decide mudarse al techo para evitar comportamientos que pudieran incomodar a Haruna.

## Historia

### Pasado
Lala, primera princesa de Deviluke, nacida del matrimonio entre el rey Gid Lucione Deviluke y Sephie Michaela Deviluke, tiene dos hermanas menores, Nana y Momo, que son gemelas. Dado que estas solían discutir entre sí sobre quién era la mayor, Lala realizaba travesuras para conseguir que colaboraran, y que se reconciliaran. 
La relación cercana con su padre el rey se observa en momentos como su re-encuentro tras perderse en el bosque de Deviluke.
Cuando era niña, Lala era amiga de un miembro de la familia real de Memorze: Run/Ren, al que solía usar como conejillo de indias para probar sus inventos, sin darse cuenta de que lo atormentaba. Desde pequeña, Lala desmantelaba y ensamblaba naves espaciales del ejército de Deviluke, lo que explica su gran conocimiento de tecnología. 
Como princesa heredera al trono, se esperaba que contrajera matrimonio para gobernar junto a su esposo. Esto provocaba que recibiera propuestas de matrimonio constantemente, las cuales siempre acababa por rechazar. Finalmente, hastiada de la presión, escapa de su planeta y llega a la Tierra en busca de libertad.

### To Love-Ru
Lala llega a la Tierra huyendo de los planes de su padre para casarla. Accidentalmente aparece en la casa de Rito Yuki, donde es descubierta por sus escoltas, que tienen la misión de llevarla de regreso a Deviluke. Rito, sin conocer la situación, decide ayudarla. Tras una breve confusión, se revela que los perseguidores son sirvientes leales de Lala. 
En un principio, Lala finge estar enamorada de Rito para evitar ser llevada de regreso, pero posteriormente desarrolla sentimientos reales por él. Rara vez sentía miedo, salvo cuando contrajo una enfermedad que la volvió extremadamente tímida.
Al final del manga To Love-Ru, en el capítulo 162, Rito admite sus sentimientos hacia Lala, dejando claro que también siente algo por otra persona. Lala deduce rápidamente que se trata de Haruna y lo anima a confesarse. 
Sin embargo, la situación se complica cuando Oshizu provoca accidentalmente un incidente embarazoso con el traje de baño de Haruna. La confesión de Rito termina siendo escuchada por otros personajes, lo que desencadena un caos cómico.

### To Love-Ru Darkness
En To Love-Ru Darkness, Lala adopta un rol secundario, y solo aparece en eventos cotidianos. No forma parte central de la trama y desconoce la verdadera naturaleza de Mea y la existencia de Némesis.

## Poderes y habilidades
Lala posee fuerza sobrehumana, resistencia y velocidad. Su cola es extremadamente sensible y puede debilitar a quien la toca, como se desvela en el capítulo 72 del manga, y puede emitir rayos eléctricos, un poder que comparte con sus hermanas Nana y Momo. 
Cuando utiliza demasiada energía, su cuerpo rejuvenece hasta adquirir la apariencia de una niña. .